# وسل
وِسِل (به انگلیسی: Vessel) سازه‌ای عمومی و از اماکن گردشگری در محله هادسن یاردز در بخش منهتن شهر نیویورک است. ساخت این ساختمان در آوریل ۲۰۱۷ آغاز شد. وسل در مارس ۲۰۱۹ به بهره‌برداری رسید. طراحی این سازه الهام‌گرفته از کندو زنبور عسل است. پس از گشایش وسل در مارس ۲۰۱۹، شرکت سازنده خبر از قصد تغییر نام این سازه داد.

## نگارخانه

نما از بالا
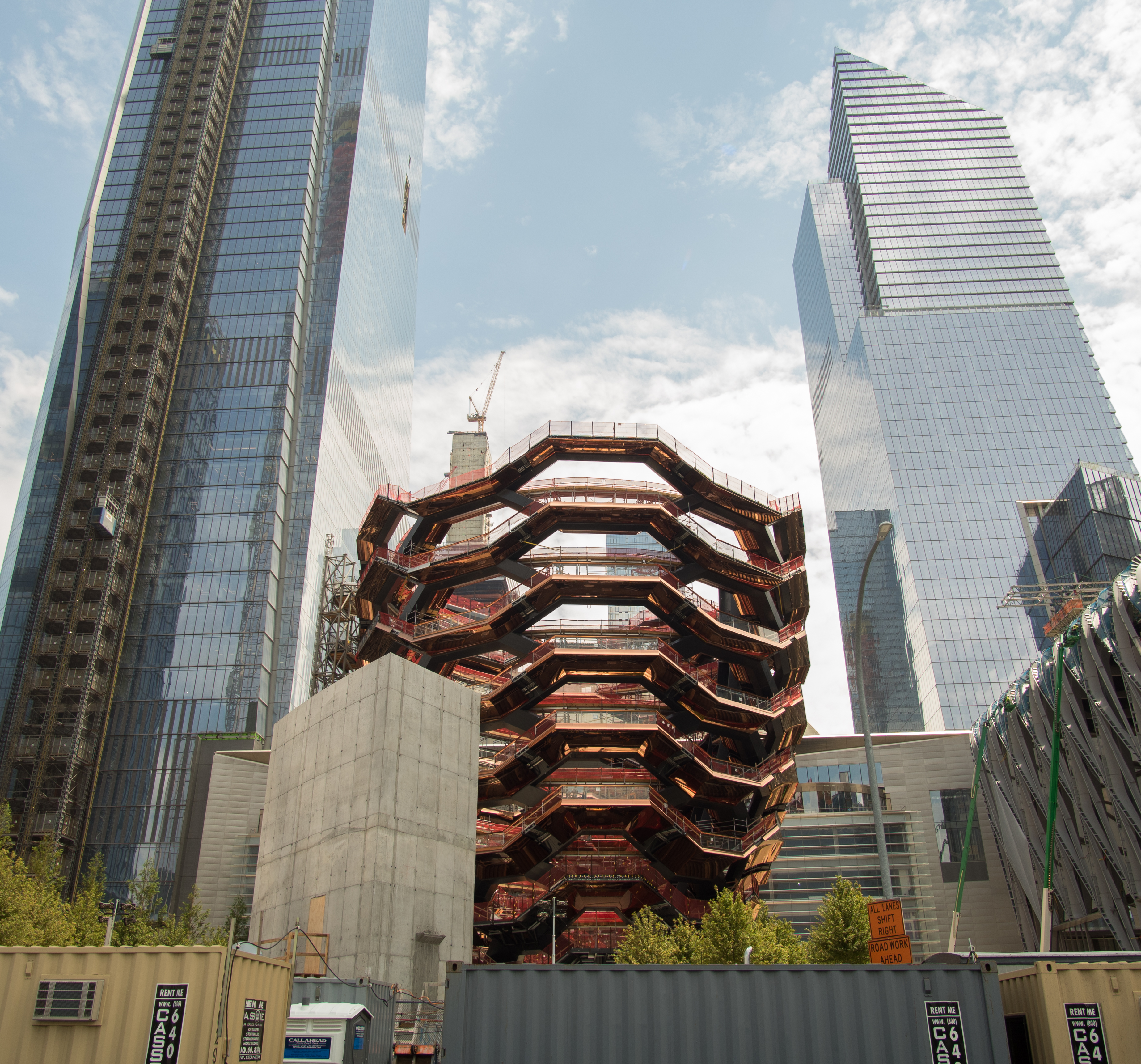
در سال ۲۰۱۸
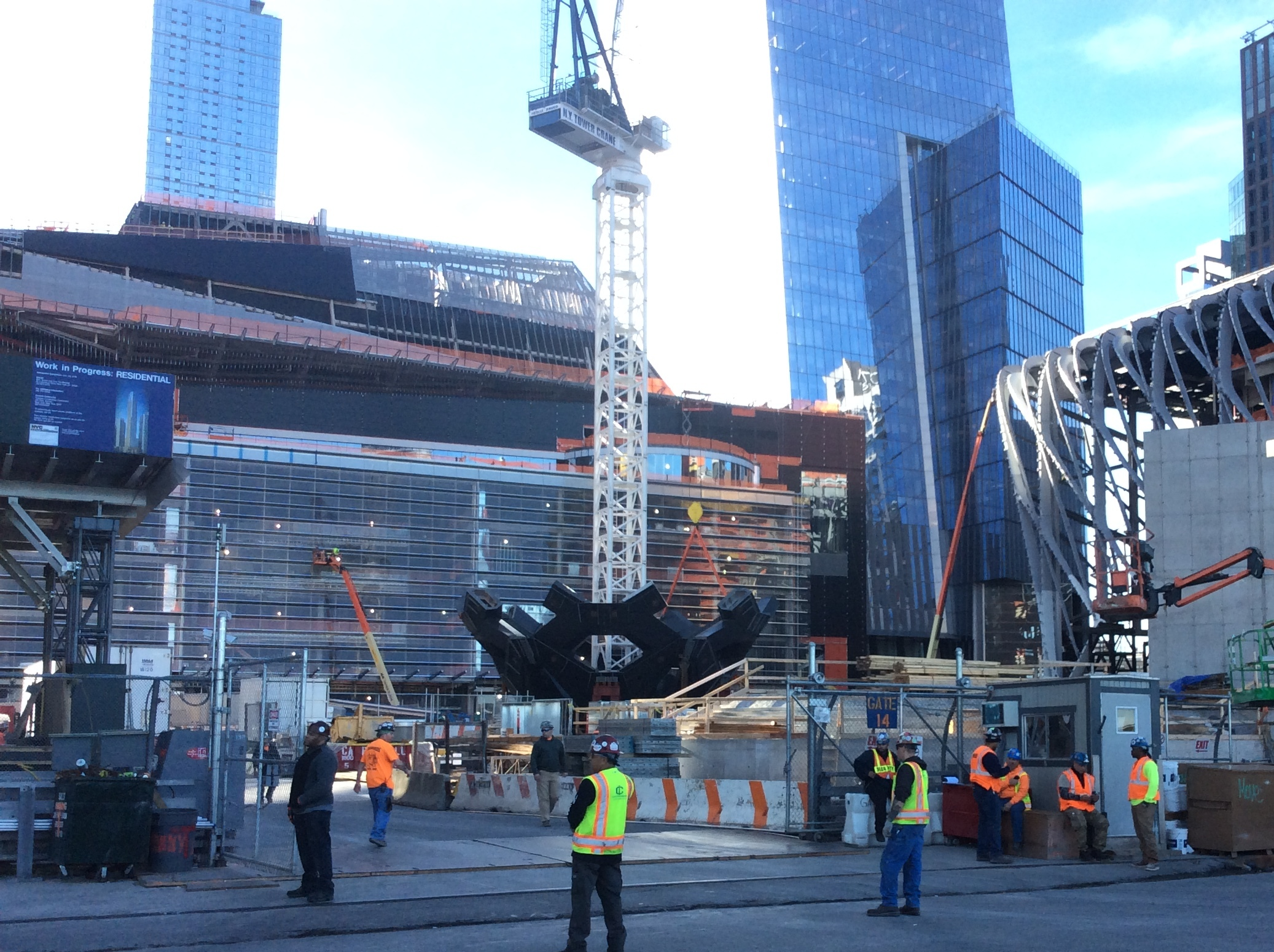
آغاز ساخت در سال ۲۰۱۷